# NGC 7198
NGC 7198 (другие обозначения — PGC 68006, MCG 0-56-8, ZWG 377.23, NPM1G −00.0573) — линзообразная галактика (S0) в созвездии Водолей.
Этот объект входит в число перечисленных в оригинальной редакции «Нового общего каталога».